# Palau de la Música Catalana
Il Palau de la Música Catalana è la sede dell'Orfeó Català, società corale della Catalogna. Si trova a Barcellona, in Spagna ed è aperto ai visitatori tutto l'anno. È un importante esempio del modernismo catalano ed è stato concepito come "giardino della musica".

## Storia
La storia del Palau è connessa a quella della società corale che tuttora lo utilizza per i suoi concerti e iniziative. È anche sede della scuola di canto Orfeó Català.

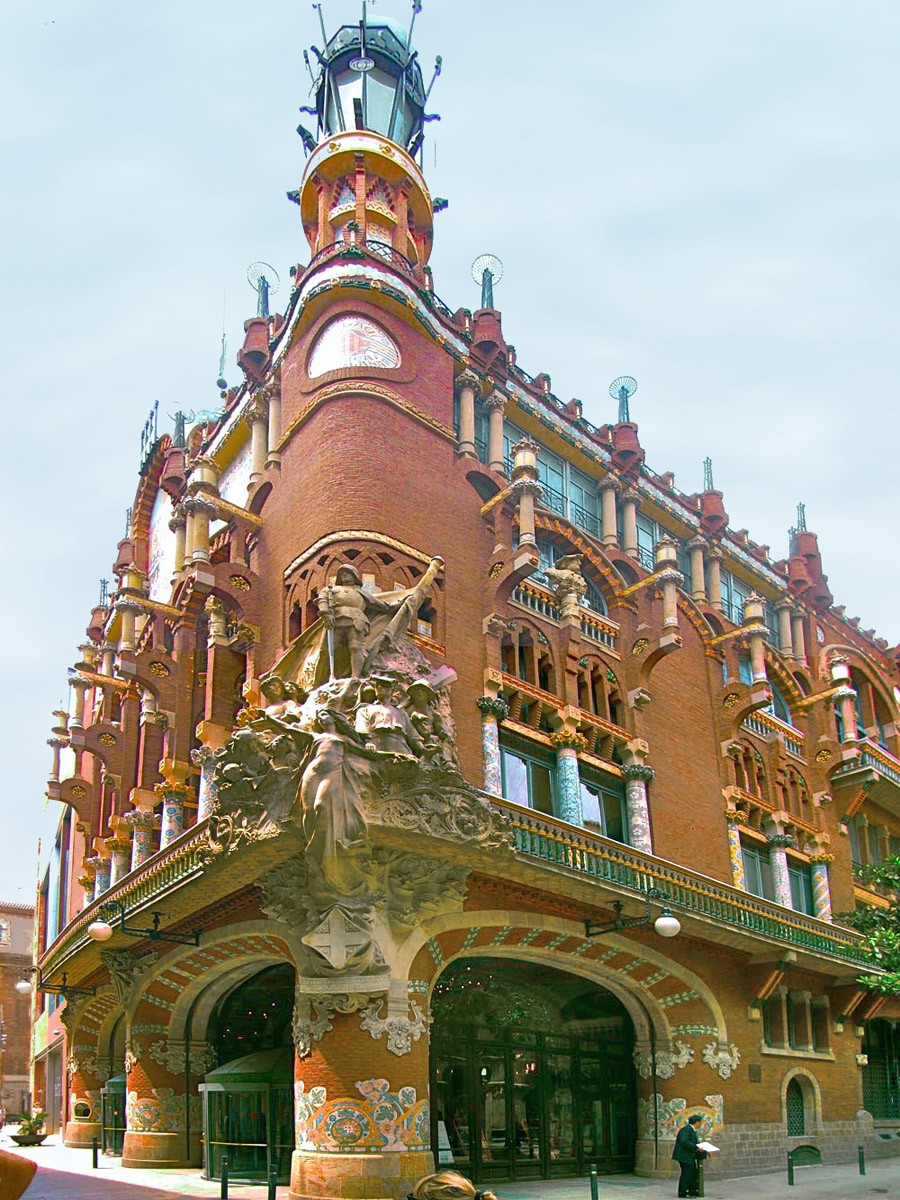
Veduta del Palau

Venne progettato agli inizi del XX secolo da Lluís Domènech i Montaner. L'area designata ad ospitare il Palau è nel quartiere Sant Pere in una via adiacente alla via Laietana; la prima pietra del Palau venne collocata nel 1905 e ci vollero tre anni per terminare l'intera costruzione (1908); il palazzo fu considerato all'unanimità il simbolo della nuova architettura modernista catalana di cui da tempo l'ideatore cercava una sintesi. Il comune di Barcellona premiò per questo motivo il Palau nel 1909.
Nel 1971 il Palau venne dichiarato monumento nazionale.
Dal 1982 al 1989 il Palau fu oggetto di restauro ed ampliamento ad opera degli architetti Óscar Tusquets e Carles Diaz: nel 2000 iniziò la seconda fase dei lavori di ampliamento che dotarono il Palau di un edificio contiguo di sei piani di altezza in cui trovarono posto i camerini, la biblioteca, un archivio, una sala riunione e gli uffici. Per non togliere luce al palazzo, fu costruita una piazzetta sul lato sinistro dello stesso, operazione che costò l'abbattimento di un'ala di una chiesa attigua al Palau.
Nel 1997 il Palau de la Música Catalana è stato dichiarato dall'UNESCO patrimonio mondiale dell'umanità.

## Descrizione

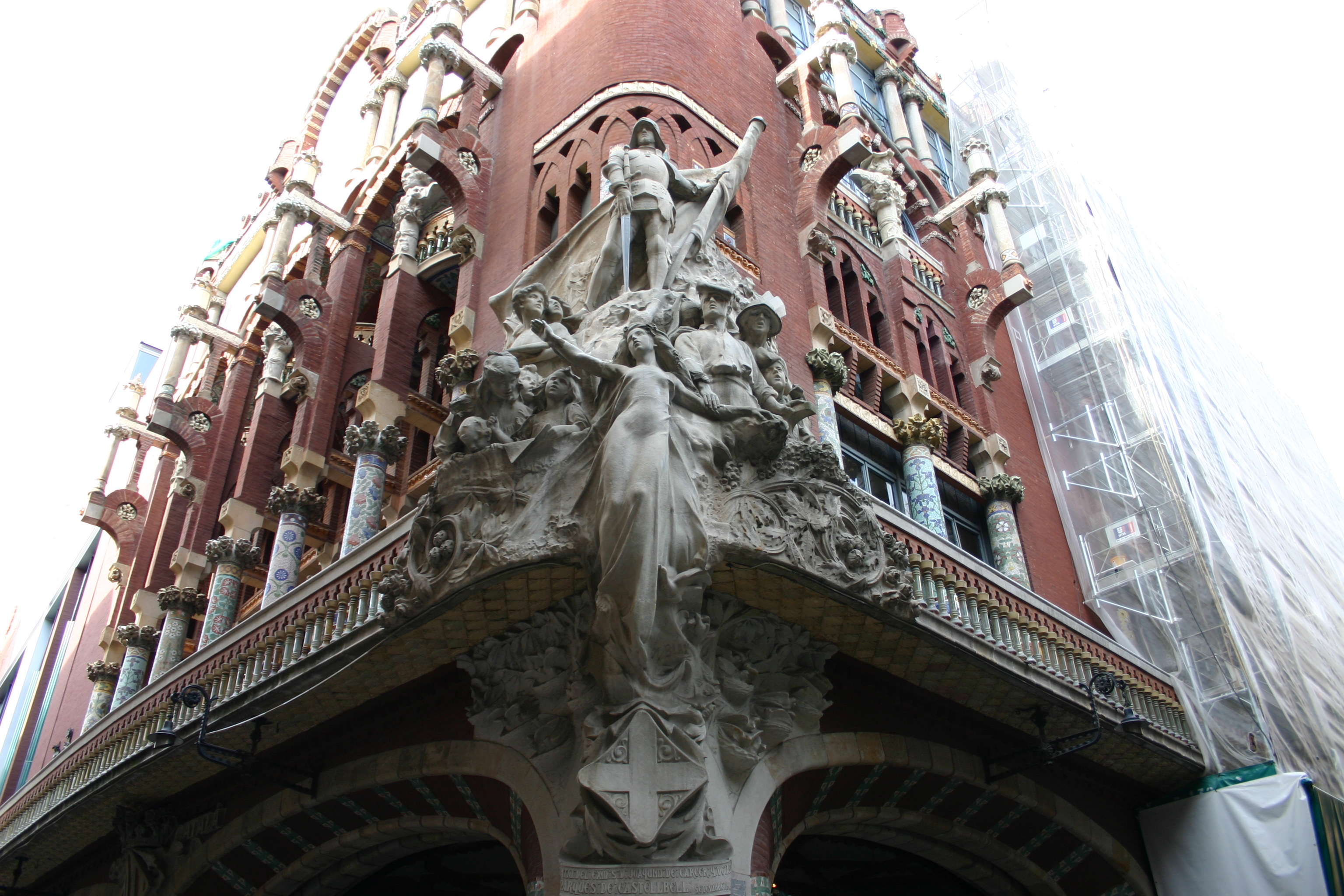
Il gruppo scultoreo esterno, frutto della collaborazione tra Lluís Domènech i Montaner e Miguel Blay

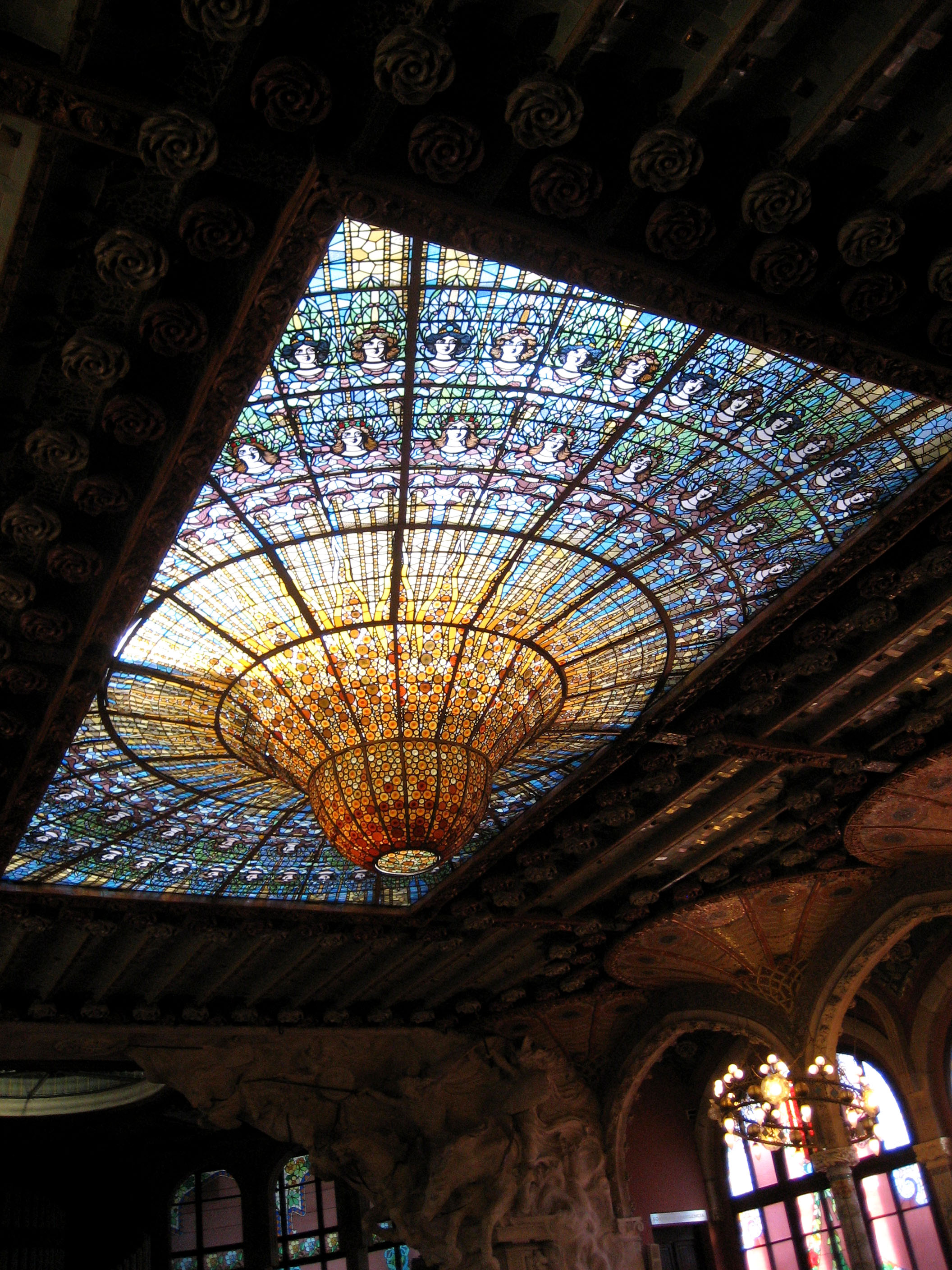
Il lucernario interno

Le innovazioni architettoniche del Palau sono molteplici: concepito come uno spazio aperto, fruibile, da vivere a pieno, annovera tra i materiali utilizzati per la costruzione il vetro smaltato ed il cristallo. Lo stesso ingresso è un esempio indicativo: studiato per non bloccare lo sguardo, non cela le strutture interne delle scalinate e di altri ambienti che rimangono quindi a vista.
Esternamente, il Palau si presenta come un'architettura insolita e di spicco a causa di una certa sobrietà delle costruzioni circostanti. Sulla facciata principale, che dopo i lavori di restauro non ospita più l'ingresso al foyer originale, vi è sopra il portone un doppio colonnato che sorregge una ricca e complessa serie di archi e balconcini. La decorazione delle colonne è a mosaico a motivi floreali non casuali: una precisa ricostruzione della flora catalana è infatti il leitmotiv di tutte le decorazioni.

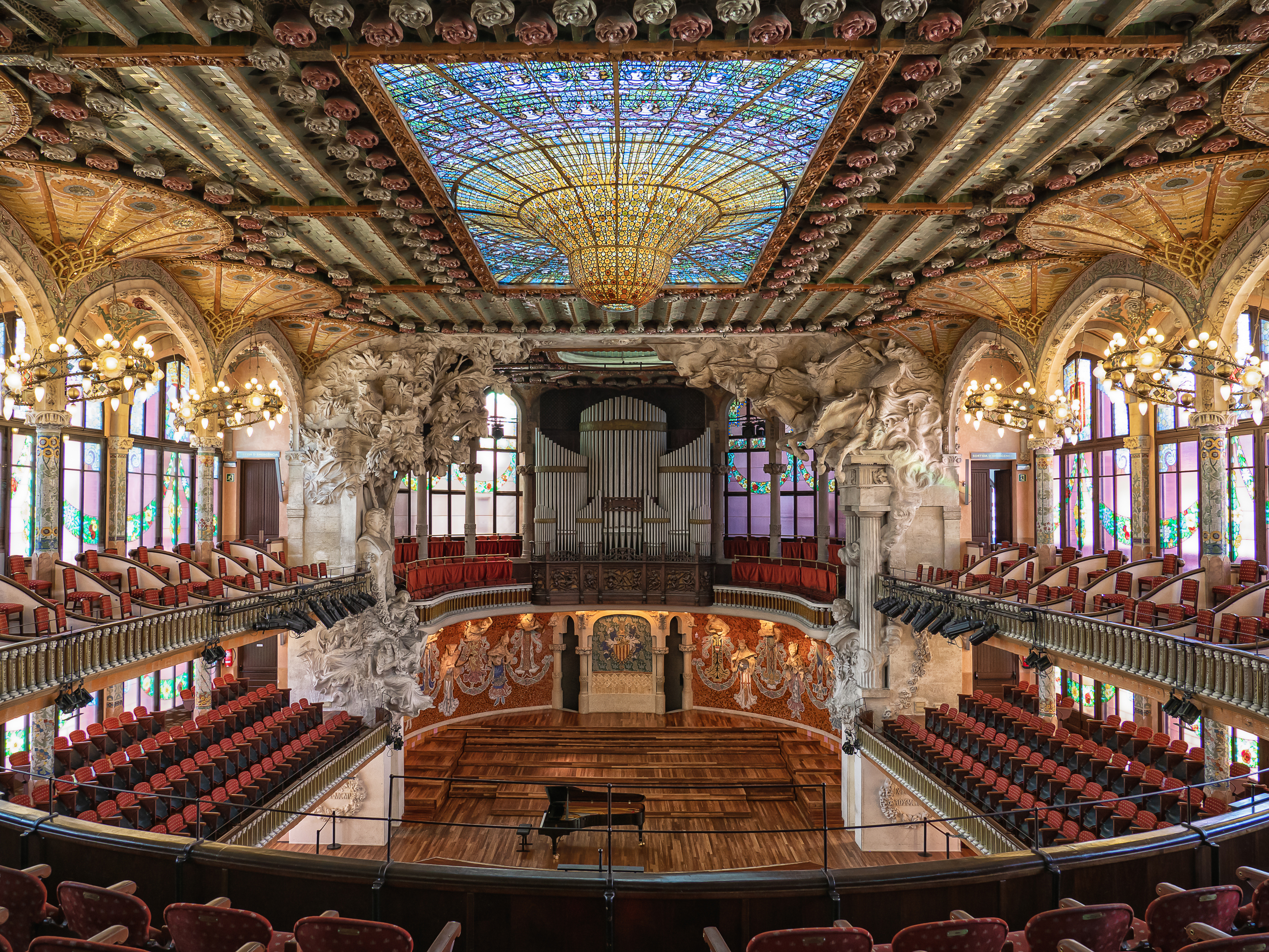
La sala concerti

La sala concerti è rettangolare con disposizione dei posti a sedere semi ellittica ed ha una particolarità unica al mondo: ha un lucernario a goccia ed ampie vetrate laterali che ne permettono l'utilizzo anche in assenza di luce artificiale. I motivi floreali e i colori utilizzati nelle vetrate e negli arredi ne permettono la comparazione con un giardino artificiale, di cui il lucernario rappresenterebbe il sole. Tutta la superficie del soffitto è adornata da rose in ceramica bianca e rosa. Il palco, sul quale è presente un organo del 1908, è decorato con statue femminili che suonano strumenti musicali: ciò rende talvolta superfluo l'utilizzo di scenografie e abbellimenti durante i concerti.
Diverse sculture adornano poi gli interni della sala e la facciata del Palau: nella sala sono presenti due gruppi scultorei, uno raffigurante un gruppo di fanciulle dedite a cantare una ballata catalana e l'altro raffigurante la Cavalcata delle Valchirie di Richard Wagner. Esternamente, a mo' di cardine dell'edificio sopra quello che era l'ingresso delle carrozze, vi è un gruppo scultoreo dedicato ai personaggi delle canzoni popolari catalane.